# Ctimene restricta
Ctimene restricta là một loài bướm đêm trong họ Geometridae.